# Hurley (Dakota del Sud)
Hurley és una població dels Estats Units a l'estat de Dakota del Sud. Segons el cens del 2000 tenia 426 habitants.

## Demografia
Segons el cens del 2000, Hurley tenia 426 habitants, 187 habitatges, i 123 famílies. La densitat de població era de 265,3 habitants per km².
Dels 187 habitatges en un 27,8% hi vivien nens de menys de 18 anys, en un 54,5% hi vivien parelles casades, en un 8,6% dones solteres, i en un 33,7% no eren unitats familiars. En el 30,5% dels habitatges hi vivien persones soles el 17,1% de les quals corresponia a persones de 65 anys o més que vivien soles. El nombre mitjà de persones vivint en cada habitatge era de 2,28 i el nombre mitjà de persones que vivien en cada família era de 2,82.
Per edats la població es repartia de la següent manera: un 23% tenia menys de 18 anys, un 6,6% entre 18 i 24, un 25,6% entre 25 i 44, un 24,2% de 45 a 60 i un 20,7% 65 anys o més.
L'edat mediana era de 41 anys. Per cada 100 dones de 18 o més anys hi havia 85,3 homes.
La renda mediana per habitatge era de 35.313 $ i la renda mediana per família de 47.083 $. Els homes tenien una renda mediana de 29.737 $ mentre que les dones 21.484 $. La renda per capita de la població era de 18.319 $. Entorn del 4,9% de les famílies i el 7,2% de la població estaven per davall del llindar de pobresa.

## Poblacions més properes
El següent diagrama mostra les poblacions més properes.